# Бичан, Юрек

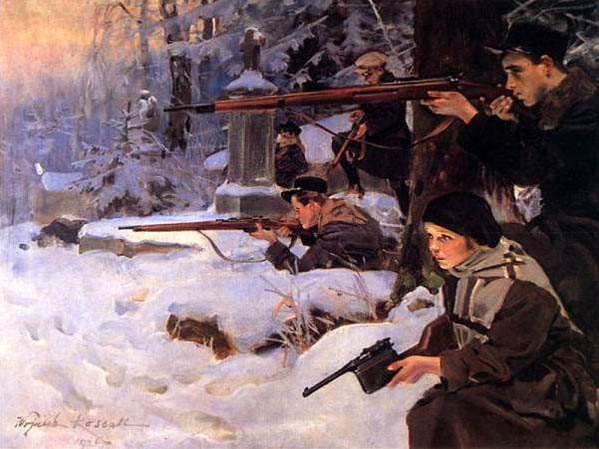
Оборона кладбища львовскими орлятами зимой 1918/1919 г. Картина Войцеха Коссака, 1926

Ежи (Юрек) Бичан (Битшан) (пол. Jerzy (Jurek) Bitschan; 29 ноября 1904, Львов — 21 ноября 1918, Львов) — польский скаут, участник битвы за Львов в 1918 году. Один из самых юных польских защитников Львова. Символ Львовских орлят.
Вопреки воле родителей, в первые же дни боев с украинцами за Львов, 14-летний ученик гимназии, решил присоединиться к борьбе. Его мать, Александра Загорская (Загурская), также участвовала в боях. Мальчик оставил своему отцу письмо, в котором писал:

Дорогой папа! Сегодня я собираюсь записаться в войско. Хочу доказать, что я могу найти в себе силы, чтобы служить и выдержать. Это мой долг идти, когда у меня достаточно сил, потому что людей для освобождения города, по-прежнему, не хватает. Ежи
Сражался за Львов. Погиб в последний день боёв в городе на поле боя во время перестрелки на Лычаковском кладбище, раненый в обе ноги взрывом снаряда. Помощь истекающему кровью Ежи пытался оказать санитар, но еще один осколок артиллерийского снаряда попал мальчику в плечо. Шанса спасти юного героя не было. Позже он был похоронен на том же кладбище. Стал одной из последних жертв первого этапа битвы за Львов.
Посмертно отмечен польскими военными наградами.

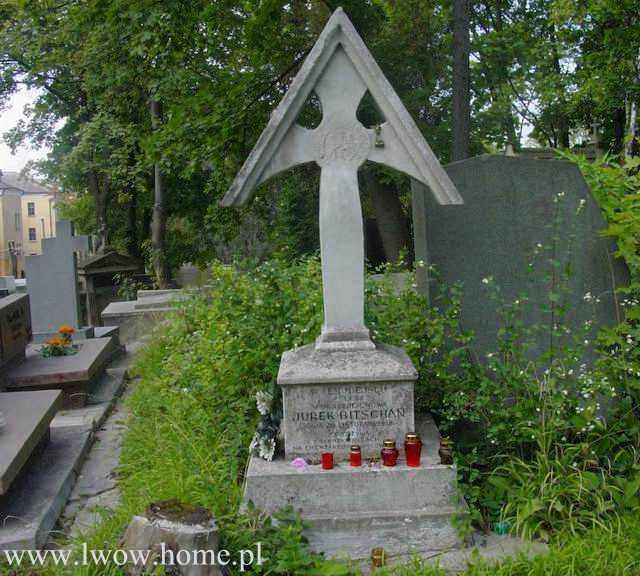
Место гибели Юрека Бичана

Юношу впоследствии описывали в своих произведениях польские писатели, изображали художники, его именем называлась одна из улиц Львова в 1938—1950 годах.